# Сериз, Гийом-Мишель
Гийом Мишель Сериз (фр. Guillaume Michel Cerise; 1769—1820) — французский военный деятель, полковник (1799 год), барон (1810 год), участник революционных и наполеоновских войн.

## Биография
Родивлся в семье нотариуса Жана-Антуана Сериза (фр. Jean-Antoine Cerise). Гийом-Мишель успешно занимался в Турине научными исследованиями, особенно медициной, когда французская революционная армия впервые пересекла Альпы. Наделённый пылкой и щедрой душой, он поспешил с несколькими своими товарищами встать под знамя свободы в качестве добровольца. Но французская армия не сумела удержать свои завоевания, и была отброшена. Реакция, происшедшая почти сразу, чуть не стала для него роковой: движение было уничтожено, многие пьемонтские патриоты казнены. Тем не менее ему удалось спастись на этой стороне гор, и он оставался там до тех пор, пока Пьемонт не вернулся под власть Франции.
15 октября 1795 года он поступил на военную службу в звании младшего лейтенанта. В 1796 году выполнял функции адъютанта генерала Лао. Служил в Итальянской армии с 1796 по 1799 годы и отличился в деле на Фаенцском мосту. 20 апреля 1799 года был произведён в полковники штаба. Генерал Жубер очень уважал Сериза и помог назначить его членом временного правительства Пьемонта. Проявил себя на этом посту, заслужил положительную репутацию по Италии: именно во время своего правления он опубликовал полные точности и правды мемуары о политической ситуации в Пьемонте.
Когда Суворов во главе австро-русских войск вошёл в Пьемонт, Сериз, всё ещё верный Франции, покинул родину и присоединился к французской армии у Генуи. Запертый в этом городе с корпусом Массены, Сериз снова отличился своей храбростью. Так, в один из дней он получил три ранения, трижды возвращался в атаку и заслужил похвалы главнокомандующего.
23 сентября 1801 года в звании полковника штаба перевёлся на французскую военную службу. 10 марта 1804 года стал начальником штаба пехотной дивизии Буде в лагере Утрехта. 12 сентября 1805 года переведён в штаб 2-го армейского корпуса Великой Армии. 14 августа 1806 года стал начальником штаба пехотной дивизии Бруссье в Итальянской армии. Участвовал в Австрийской кампании 1809 года. 16 апреля сражался при Сачиле. 22 апреля был назначен начальником штаба правого корпуса генерала Макдональда. Участвовал в переправе через Пьяве 8 мая, в захвате Граца. 5 и 6 июля отличился в сражении при Ваграме.
27 марта 1810 года отправился в Испанию, однако многочисленные раны, которыми он был покрыт, вынудили его в 1811 году вернуться во Францию. Был освобождён от действительной службы 14 сентября, и 19 сентября допущен к отставке.
В 1815 году он жил около Тулузы, когда роялисты забрали его из дома и бросили в темницу. Жена не бросила его, и её героические усилия подготовили для него убежище в Голландии. Однако, потрясённый этими несчастьями, Сериз, которого природа наделила мужественной душой, но подверженным живым и глубоким впечатлениям, потерял рассудок. Напрасно через все преследования инквизиционной полиции верный товарищ вернул его в Париж: после трёх лет страданий, смягчённых заботой близких, этот храбрый солдат, этот добродетельный гражданин скончался 28 февраля 1820 года.
Гийом-Мишель женился 16 июля 1805 года на Вильгельмине Сентф де Пилаш (фр. Wilhelmine Elisabeth Frédérique Sentf de Pilasch), голландке по происхождению. У пары было два сына: Гийом (фр. Guillaume Cerise; 1798—1879) и Лоран (фр. Laurent Alexis Philibert Cerise; 1807—1869).

## Воинские звания
- Младший лейтенант (15 октября 1795 года);
- Лейтенант (2 марта 1796 года);
- Капитан (30 октября 1796 года);
- Командир эскадрона (2 октября 1797 года);
- Полковник штаба (20 апреля 1799 года).

## Титулы

Герб барона

- Барон Сериз и Империи (фр. baron Cerise et de l'Empire; декрет от 15 августа 1809 года, патент подтверждён 11 июня 1810 года в Сен-Клу)[2][3].

## Награды
Легионер ордена Почётного легиона (5 февраля 1804 года)
 Офицер ордена Почётного легиона (14 июня 1804 года)